# Rue de Contrai
La rue de Contrai est une voie de la commune de Reims, située dans le département de la Marne, en région Grand Est.

## Situation et accès
La voie est à sens unique, elle a une piste cyclable à contre-sens.

## Historique
Elle est citée sous le nom rue de Contray en 1274 puis rue des contraits au XIVe siècle, elle prit la forme de rue de Contray jusqu’au XIXe siècle.

## Bâtiments remarquables et lieux de mémoire
Elle est entre le collège Université et le lycée Jean-Batiste de la Salle.

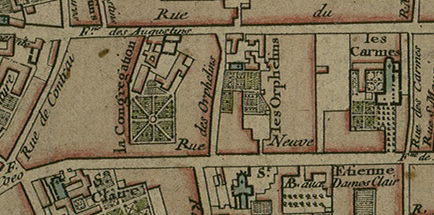
Plan de 1775,
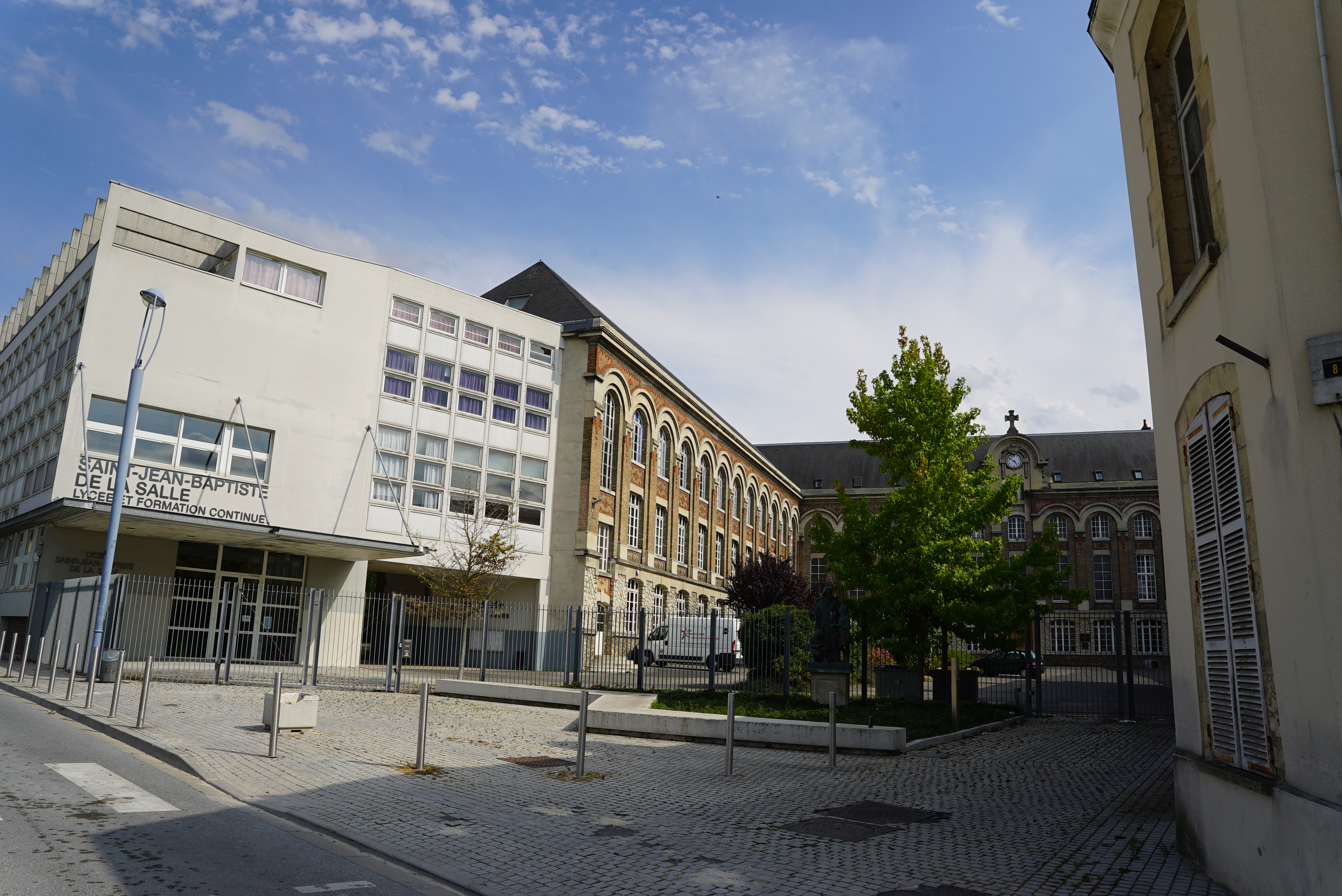
Entrée du lycée j-b de la Salle.